# Klatring under sommer-OL 2020
|  | Sammenskrivningsforslag Artiklen Klatring under sommer-OL 2020 er foreslået føjet ind i Sportsklatring under sommer-OL 2020. (Siden juli 2018) Diskutér forslaget |

Klatring under Sommer-OL 2020 bliver afviklet over to konkurrencer med i alt deltagelse af 40 klatre, fordelt med 20 herrer og 20 damer.

## Turneringsformat
Konkurrencerne bliver, afholdt som en kombination af disciplinerne lead, speed, og bouldering. Det vil sige, at klatrene skal konkurrere i alle tre discipliner og vinderen bliver den, som opnår det bedste samlede resultat. 
 

Reglerne for de tre discipliner er:

- Lead: Foregår på en klatrevæg, der er på mindst 12 meters højde og med en længde på klatreruten på mindst 15 meter. Ruten er konstrueret på forhånd og demonstreres for deltagerne på forhånd, således de har mulighed for at planlægge deres klatring. Den bedste score opnås ved at gennemføre så mange kontrollerede greb som muligt. Konkurrenterne sikres med et sikkerhedsreb.
- Speed: Foregår på en klatrevæg, der er på 15 meters højde og placeringerne bestemmes udelukkende på den tid, det tager at gennemføre hele klatrevæggen, hvor korteste tid får den højeste score. Konkurrenterne sikres med et sikkerhedsreb.
- Bouldering: Foregår på kort klatrevæg da konkurrenterne ikke bærer beskyttelse i form af sikkerhedsreb. Den eneste sikkerhed, i bouldering er en sikkerhedsmåtte under klatrevæggen, der ikke må være højere end 3 meter. Der skal være mindst 10 individuelle greb på klatrevæggen. Der fastsættes på forhånd en tid per konkurrent og dennes score afgøres af hvor mange forskellige ruter der gennemføres på den korte klatrevæg.

## Medaljefordeling
| Event  | Guld | Sølv | Bronze |
| ------ | ---- | ---- | ------ |
| Herrer |      |      |        |
| Damer  |      |      |        |

| Placering | Land  | Guld | Sølv | Bronze | Total |
| --------- | ----- | ---- | ---- | ------ | ----- |
| 1         | -     | -    | -    | -      | -     |
| 2         | -     | -    | -    | -      | -     |
| 3         | -     | -    | -    | -      | -     |
| Total     | Total | 2    | 2    | 2      | 6     |